# Lac Toolibin
Le lac Toolibin est une réserve naturelle de 493 ha formée un d'un lac d'eau douce ou d'eau saumâtre selon les saisons et de zones de marais boisés située dans le sud-ouest de l'Australie. Il se trouve à environ 200 km au sud-est de Perth, dans le Comté de Narrogin et à 40 km à l'est de la ville de Narrogin, dans la région de la Wheatbelt en Australie-Occidentale. Le lac est classé par le gouvernement australien en tant que site écologique menacé  en vertu de l’Environment Protection and Biodiversity Conservation Act 1999.

## Description
Le lac se situe dans le bassin versant du cours supérieur du fleuve Blackwood à 300 m d'altitude. Il couvre environ 300 ha dans une zone de 2 km de diamètre et a une profondeur maximale de 2 m. C'est l'un des derniers lacs d'eau douce dans le sud-ouest de l'Australie. Il fait partie d'une chaîne de zones humides occupant une vallée faisant partie du bassin nord de l'Arthur River. La majeure partie est recouverte d'une forêt d'essences tolérantes à l'eau, avec un grand espace dégagé sur le côté est. Beaucoup d'autres zones humides de la Wheatbelt présentaient jadis une végétation et un écosystème semblables à celui du lac Toolibin, mais le débroussaillage pour l'agriculture a fait que la plupart de ces sites sont devenus des marais salants avec une perte concomitante de la végétation. Toolibin est le seul grand lac du bassin versant qui ne se soit pas complètement salinisé.
Le lac Toolibin se trouve dans une zone de faible pluviométrie de la Wheatbelt avec une pluviométrie moyenne annuelle de 400 mm, principalement de mai à août, avec une évaporation annuelle de 1800 mm. Il n'a en général de l'eau qu'à certaines périodes de l'année, parfois étant à sec pendant plusieurs années; parfois ayant de l'eau pendant des périodes prolongées.

## Site Ramsar
Le lac de Toolibin a été déclaré site Ramsar le 7 juin 1990.